# Xuân và tuổi trẻ
Xuân và tuổi trẻ là một bài hát của La Hối, phần lời do Thế Lữ viết. Cho đến hiện tại, bài hát đã trở thành ca khúc quen thuộc của mọi người mỗi khi xuân đến.

## Xuất xứ
Bài hát được sáng tác vào năm 1944, ban đầu là một bản nhạc hòa tấu của nhạc sĩ La Hối viết cho nhóm nhạc công của Hội Hiếu nhạc Faifo, với tên tiếng Pháp đề là "Le printemps et la jeunesse". Phần lời ban đầu được một người tên Diệp Truyền Hoa viết bằng tiếng Hoa. Năm 1946, đoàn kịch nói của Thế Lữ vào miền Nam, ông rất thích và đã đặt lời Việt cho bài hát này. Lời Việt của Thế Lữ sau này trở thành lời bài hát phổ biến cho đến tận ngày nay và bắt đầu xuất hiện tên Việt là "Xuân và tuổi trẻ".
Bài hát ban đầu được nhà xuất bản Đón Gió xuất bản vào năm 1954, với phần lời đầy đủ bao gồm lời Việt và lời Hoa, được nhà xuất bản này tái bản lại 4 lần trong hai năm từ năm 1954 đến 1956. Các phiên bản tái bản về sau của nhà xuất bản Đón Gió vào năm 1956, nhà xuất bản Tinh Hoa và nhà xuất bản Diên Hồng vào năm 1960 và 1961 đều lược bỏ phần tiếng Hoa, chỉ để lại lời bài hát tiếng Việt. 

## Ca sĩ trình bày
Trước năm 1975, bài hát đã được ca sĩ Mai Hương và đây là bài hát mà bà dự thi tuyển lựa ca sĩ của Đài phát thanh Pháp Á. Bài hát này cũng được danh ca Thái Thanh trình bày trong băng nhạc Jo Marcel 21 - Xuân nhạc 1971 và ca sĩ Sơn Ca & Bùi Thiện trình bày.
Sau năm 1975, bài hát được một số ca sĩ trong nước và hải ngoại trình diễn, như Ngọc Sơn, Thanh Lan, Quang Dũng, Ánh Tuyết,...Tại hải ngoại, một số ca sĩ trình diễn bài hát này trong một số CD. Bài hát đã từng được xuất hiện trong chương trình Giai điệu tự hào, qua tiếng hát của nhóm 5 Dòng Kẻ.

### Băng dĩa
- Shotguns Xuân 1973
- Người Đẹp Bình Dương: Xuân và tuổi trẻ
- Viết Tân: Quang Dũng - Xuân

### Xuất hiện trong chương trình hải ngoại
- Paris By Night 76 (2006): Minh Tuyết
- Asia 53: Phương Thảo & Ngọc Lễ
- Asia Xuân Hy Vọng: Diễm Liên

## Nhận xét
Nguyễn Thụy Kha đã từng nhận xét bài hát này rằng đó là nhịp khát vọng, nồng nàn của tuổi trẻ đang chớm nụ yêu đương. Văn Thành Lê – nhà báo của báo Đà Nẵng nhận xét rằng, La Hối đã "gợn sóng trùng dương" qua Xuân và tuổi trẻ khiến cho trái tim bao người thổn thức men say mỗi khi Tết đến xuân về.